# Asier Illarramendi
Asier Illarramendi Andonegi (Mutriku, 8 maart 1990) is een Spaans voetballer die doorgaans speelt als defensieve middenvelder. In januari 2025 verliet hij FC Dallas. Illarramendi debuteerde in 2017 in het Spaans voetbalelftal.

## Clubcarrière
Als product van de eigen jeugdopleiding was Illarramendi een vaste basisspeler bij Real Sociedad B, waar hij vier jaar verbleef. Hij promoveerde in 2009/10 weer naar de Segunda División B na een korte afwezigheid daar van de club. Op 19 juni 2010 mocht hij voor het eerst meedoen met het eerste elftal, toen er met 4–1 verloren werd op bezoek bij Elche. Op 23 januari 2011 maakte Illarramendi zijn debuut op het hoogste niveau, tijdens een 1–2 nederlaag tegen Villarreal. De wedstrijd erna, tegen Espanyol, ging met 1–4 verloren, maar de middenvelder mocht wel voor het eerst in de basis starten. Daarna begon Illarramendi steeds beter te spelen en werd vooral defensief heel sterk.
Op 12 juli 2013 tekende Illarramendi bij de Spaanse topclub Real Madrid een zesjarig contract. Real Madrid betaalde circa 32,2 miljoen euro voor hem. Illarramendi werd zo de duurste Spanjaard ooit in de geschiedenis van Real. Toen zijn voornaamste concurrent Sami Khedira geblesseerd raakte, kreeg hij vaker een basisplaats. Zijn eerste doelpunt voor Real Madrid maakte hij op 18 december 2013 in een bekerwedstrijd tegen Olímpic de Xàtiva. Begin maart 2014 werd Illaramendi tijdens het carnaval in het Baskische Azpeitia 'betrapt', terwijl hij verkleed als Batman meedeed aan een 'stierengevecht' in de straten. Hij daagde de stier uit en rende er snel voorbij.
Illarramendi keerde in augustus 2015 terug naar Real Sociedad, dat circa zestien miljoen euro voor hem betaalde aan Real Madrid. Hij tekende ditmaal een contract tot medio 2021 bij de club waar hij eerder doorgebroken was. Medio 2018 werd dit contract opengebroken en verlengd met twee seizoenen, tot en met het seizoen 2022/23. Aan het einde van het seizoen 2022/23 maakte Illarramendi bekend na het aflopen van zijn contract te vertrekken bij Real Sociedad. Hierop verliet hij Spanje om voor een half seizoen bij FC Dallas te tekenen, met een optie op een jaar extra. Deze optie werd in november 2023 gelicht.

## Clubstatistieken
| Seizoen | Club          | Competitie          | Competitie | Competitie | Beker | Beker | Internationaal | Internationaal | Totaal | Totaal |
| Seizoen | Club          | Competitie          | Wed.       | Dlp.       | Wed.  | Dlp.  | Wed.           | Dlp.           | Wed.   | Dlp.   |
| ------- | ------------- | ------------------- | ---------- | ---------- | ----- | ----- | -------------- | -------------- | ------ | ------ |
| 2009/10 | Real Sociedad | Segunda División A  | 1          | 0          | 0     | 0     | —              | —              | 1      | 0      |
| 2010/11 | Real Sociedad | Primera División    | 3          | 0          | 0     | 0     | —              | —              | 3      | 0      |
| 2011/12 | Real Sociedad | Primera División    | 18         | 0          | 0     | 0     | —              | —              | 18     | 0      |
| 2012/13 | Real Sociedad | Primera División    | 32         | 0          | 2     | 0     | —              | —              | 34     | 0      |
| 2013/14 | Real Madrid   | Primera División    | 29         | 2          | 9     | 1     | 11             | 0              | 49     | 3      |
| 2014/15 | Real Madrid   | Primera División    | 30         | 0          | 2     | 0     | 9              | 0              | 41     | 0      |
| 2015/16 | Real Sociedad | Primera División    | 33         | 1          | 2     | 0     | —              | —              | 35     | 1      |
| 2016/17 | Real Sociedad | Primera División    | 34         | 1          | 5     | 0     | —              | —              | 39     | 1      |
| 2017/18 | Real Sociedad | Primera División    | 36         | 7          | 0     | 0     | 8              | 0              | 44     | 7      |
| 2018/19 | Real Sociedad | Primera División    | 23         | 1          | 3     | 0     | —              | —              | 26     | 1      |
| 2019/20 | Real Sociedad | Primera División    | 3          | 0          | 0     | 0     | —              | —              | 3      | 0      |
| 2020/21 | Real Sociedad | Primera División    | 6          | 0          | 2     | 0     | 1              | 0              | 9      | 0      |
| 2021/22 | Real Sociedad | Primera División    | 8          | 0          | 1     | 0     | 1              | 0              | 10     | 0      |
| 2022/23 | Real Sociedad | Primera División    | 24         | 1          | 3     | 0     | 4              | 0              | 31     | 1      |
| 2023    | FC Dallas     | Major League Soccer | 14         | 0          | 0     | 0     | —              | —              | 14     | 0      |
| 2024    | FC Dallas     | Major League Soccer | 25         | 2          | 3     | 0     | —              | —              | 28     | 2      |
| Totaal  | Totaal        | Totaal              | 319        | 15         | 32    | 1     | 34             | 0              | 385    | 16     |

Bijgewerkt op 2 januari 2025.

## Interlandcarrière
Illarramendi maakte zijn debuut in het Spaans voetbalelftal op 7 juni 2017, toen met 2–2 gelijkgespeeld werd tegen Colombia. David Silva en Álvaro Morata scoorden voor Spanje en namens de Colombianen kwamen de namen van Edwin Cardona en Radamel Falcao op het scorebord. Illarramendi mocht van bondscoach Julen Lopetegui in de basis beginnen en hij speelde negentig minuten mee. Zijn eerste interlanddoelpunt viel op 9 oktober 2017, toen hij in een kwalificatiewedstrijd voor het WK 2018 tegen Israël tekende voor het enige doelpunt.
| Interlands van Asier Illarramendi voor Spanje | Interlands van Asier Illarramendi voor Spanje | Interlands van Asier Illarramendi voor Spanje | Interlands van Asier Illarramendi voor Spanje | Interlands van Asier Illarramendi voor Spanje | Interlands van Asier Illarramendi voor Spanje | Interlands van Asier Illarramendi voor Spanje |
| №                                             | Datum                                         | Wedstrijd                                     | Uitslag                                       | Competitie                                    | Goals                                         |                                               |
| Als speler bij Real Sociedad                  | Als speler bij Real Sociedad                  | Als speler bij Real Sociedad                  | Als speler bij Real Sociedad                  | Als speler bij Real Sociedad                  | Als speler bij Real Sociedad                  | Als speler bij Real Sociedad                  |
| --------------------------------------------- | --------------------------------------------- | --------------------------------------------- | --------------------------------------------- | --------------------------------------------- | --------------------------------------------- | --------------------------------------------- |
| 1                                             | 7 juni 2017                                   | Spanje – Colombia                             | 2 – 2                                         | Vriendschappelijk                             |                                               |                                               |
| 2                                             | 9 oktober 2017                                | Israël – Spanje                               | 0 – 1                                         | WK 2018 kwalificatie                          | 76'                                           |                                               |
| 3                                             | 14 november 2017                              | Rusland – Spanje                              | 3 – 3                                         | Vriendschappelijk                             |                                               |                                               |

Bijgewerkt op 2 januari 2025.

## Erelijst
| Competitie                     |               |               |               |               |
| Competitie                     | Aantal        | Jaren         |               |               |
| Real Sociedad                  | Real Sociedad | Real Sociedad | Real Sociedad | Real Sociedad |
| ------------------------------ | ------------- | ------------- | ------------- | ------------- |
| Segunda División A             | 1             | 2009/10       |               |               |
| Real Madrid                    |               |               |               |               |
| Copa del Rey                   | 1             | 2013/14       |               |               |
| UEFA Champions League          | 1             | 2013/14       |               |               |
| UEFA Super Cup                 | 1             | 2014          |               |               |
| Wereldkampioenschap voor clubs | 1             | 2014          |               |               |
| Spanje –21                     |               |               |               |               |
| EK –21                         | 1             | 2013          |               |               |